# АВЛ-дерево
АВЛ-дерево — збалансоване по висоті двійкове дерево пошуку: для кожної його вершини висота її двох піддерев відрізняється не більше ніж на 1.
АВЛ — абревіатура, утворена першими літерами творців (радянських учених) Адельсон-Вельського Георгія Максимовича і Ландіса Євгена Михайловича.

## Загальні властивості
У АВЛ-дереві висоти {\displaystyle h} є не менше {\displaystyle F_{h}} вузлів, де {\displaystyle F_{h}} — число Фібоначчі. Оскільки {\displaystyle F_{n}={\frac {\left({\frac {1+{\sqrt {5}}}{2}}\right)^{n}-\left({\frac {1-{\sqrt {5}}}{2}}\right)^{n}}{\sqrt {5}}}={\frac {\phi ^{n}-(-\phi )^{-n}}{\phi -(-\phi )^{-1}}}},
де {\displaystyle \phi ={\frac {1+{\sqrt {5}}}{2}}} — золотий перетин,
то маємо оцінку на висоту АВЛ-дерева {\displaystyle h=O(log(n))}, де {\displaystyle n} — число вузлів. Слід пам'ятати, що {\displaystyle O(log(n))} — мажоранта, і її можна використовувати лише для оцінки (Наприклад, якщо в дереві тільки два вузли, значить в дереві два рівні, хоча {\displaystyle log(2)=1}). Для точної оцінки глибини дерева слід використовувати призначену для користувача підпрограму.
```
  
function
 
TreeDepth
(
Tree
 
:
 
TAVLTree
)
 
:
 
byte
;

    
begin

       
if
 
Tree
 
<>
 
nil
 
then

          
result
 
:=
 
1
 
+
 
Max
(
TreeDepth
(
Tree
^.
left
)
,
TreeDepth
(
Tree
^.
right
))

      
else

          
result
 
:=
 
0
;

    
end
;

```

Тип дерева можна описати так
```
    
TKey
 
=
 
LongInt
;

    
TInfo
 
=
 
LongInt
;

    
TBalance
 
=
 
-
2
..
2
;
 
// діапазон в районі від -1 до 1, але включимо для простоти порушення -2 і 2

    
PAVLNode
 
=
 
^
 
TAVLNode
;

      
TAVLNode
 
=
 
record

      
case
 
integer
 
of

       
0
:
(
left
,
 
right
 
:
 
PAVLNode
;

       
key
 
:
 
TKey
;

       
info
 
:
 
TInfo
;

       
{ Поле, що визначає збалансованість вершини }

       
balance
 
:
 
TBalance
;
)
;

       
1
:
(
childs
:
array
[
boolean
]
 
of
 
PAVLNode
)
;
 
// уявлення гілок дерева у вигляді масиву для спрощення переходів

     
end
;

    
TAVLTree
 
=
 
PAVLNode
;

```

AVL-умови можна перевірити так
```
    
function
 
TestAVLTree
(
V
:
PAVLNode
)
:
integer
;
 
//повертає висоту дерева

    
var
 
a
,
b
:
integer
;

    
begin

      
Result
:=
0
;

      
if
 
V
=
nil
 
then
 
exit
;

      
a
:=
TestAVLTree
(
V
.
Left
)
;

      
b
:=
TestAVLTree
(
V
.
Right
)
;

      
if
 
((
a
-
b
)
<>
V
.
Balance
)
or
(
abs
(
a
-
b
)
>=
2
)
 
then
 
begin

        
raise
 
Exception
.
CreateFmt
(
'%d - %d  balancefactor %d'
,
[
a
,
b
,
V
.
Balance
])
;

      
end
;

      
Result
:=
1
+
max
(
a
,
b
)
;

    
end
;

```

## Операції з АВЛ-деревами

### Балансування
Щодо АВЛ-дерева балансуванням вершини називається операція, яка у разі різниці висот лівого і правого піддерев = 2, змінює зв'язку предок-нащадок в піддереві даної вершини так, що різниця стає <= 1, інакше нічого не змінює. Зазначений результат виходить обертаннями піддерева даної вершини.
```
Використовуються 4 типи обертань:
```

```
 1.
Мале ліве обертання
```

Дане обертання використовується тоді, коли (висота b-піддерева - висота L) = 2 і висота С <= висота R.
```
 2.
Велике ліве обертання
```

Дане обертання використовується тоді, коли (висота b-піддерева - висота L) = 2 і висота C-піддерева > висота R.
```
//Функція для усунення правого порушення за допомогою вищеописаних поворотів,

//повертає True якщо висота дерева зменшилася, False - якщо залишилася тією ж

function
 
AVL_FixWithRotateLeft
(
var
 
N
:
PAVLNode
)
:
boolean
;

var
 
R
,
RL
,
RLR
,
RLL
:
PAVLNode
;

begin

    
R
:=
N
.
Right
;

    
RL
:=
R
.
Left
;

    
Result
:=
true
;

    
case
 
R
.
Balance
 
of

     
-
1
 
:
begin

          
N
.
Balance
:=
 
0
;
    
// h(RL)=H-3 h(L)=H-3 => h(N) =H-2

          
R
.
Balance
:=
 
0
;
    
// h(RR)=H-2 => h(R)= H-1

          
N
.
Right
:=
RL
;

          
R
.
Left
:=
N
;

          
N
:=
R
;

        
end
;

     
0
 
:
begin

          
N
.
Balance
:=
 
-
1
;
    
// h(RL)=H-2 h(L)=H-3 => h(N) =H-1

          
R
.
Balance
:=
 
1
;
    
// h(RR)=H-2 => h(L)= H

          
N
.
Right
:=
RL
;

          
R
.
Left
:=
N
;

          
N
:=
R
;

          
Result
:=
false
;

        
end
;

     
1
:
begin

          
RLR
:=
RL
.
Right
;

          
RLL
:=
RL
.
Left
;

          
R
.
Left
:=
RLR
;

          
R
.
Balance
:=
min
(
-
RL
.
Balance
,
0
)
;
 
//1 =>-1, 0 =>0, -1 =>0

          
N
.
Right
:=
RLL
;

          
N
.
Balance
:=
max
(
-
RL
.
Balance
,
0
)
;
 
//1 => 0, 0 =>0, -1 => 1

          
RL
.
Right
:=
R
;

          
RL
.
Left
:=
N
;

          
RL
.
Balance
:=
0
;

          
N
:=
RL
;

        
end
;

    
end
;

end
;

```

```
3.
Мале праве обертання
```

Дане обертання використовується тоді, коли (висота b-піддерева — висота R) = 2 і висота С <= висота L.
```
 4.
Велике праве обертання
```

Дане обертання використовується тоді, коли (висота b-піддерева — висота R) = 2 і висота C -піддерева> висота L.
```
// Функція для усунення лівого порушення за допомогою вищеописаних поворотів,

// повертає True якщо висота дерева зменшилася, False - якщо залишилася тією ж

function
 
AVL_FixWithRotateRight
(
var
 
N
:
PAVLNode
)
:
boolean
;

var
 
L
,
LR
,
LRL
,
LRR
:
PAVLNode
;

begin

    
L
:=
N
.
Left
;

    
LR
:=
L
.
Right
;

    
Result
:=
true
;

    
case
 
L
.
Balance
 
of

     
1
:
begin

          
N
.
Balance
:=
 
0
;
    
// h(LR)=H-3 h(R)=H-3 => h(N) =H-2

          
L
.
Balance
:=
 
0
;
    
// h(LL)=H-2 => h(L)= H-1

          
N
.
Left
:=
LR
;

          
L
.
Right
:=
N
;

          
N
:=
L
;

        
end
;

     
0
 
:
begin

          
N
.
Balance
:=
1
;
    
// h(LR)=H-2 h(R)=H-3 => h(N) =H-1

          
L
.
Balance
:=
 
-
1
;
    
// h(LL)=H-2 => h(L)= H

          
N
.
Left
:=
LR
;

          
L
.
Right
:=
N
;

          
N
:=
L
;

          
Result
:=
false
;

        
end
;

     
-
1
 
:
begin

            
LRL
:=
LR
.
Left
;

            
LRR
:=
LR
.
Right
;

            
L
.
Right
:=
LRL
;

            
L
.
Balance
:=
max
(
-
LR
.
Balance
,
0
)
;
 
//1 =>0, 0 =>0, -1 =>1

            
N
.
Left
:=
LRR
;

            
N
.
Balance
:=
min
(
-
LR
.
Balance
,
0
)
;
 
//1 => -1, 0 =>0, -1 => 0

            
LR
.
Left
:=
L
;

            
LR
.
Right
:=
N
;

            
LR
.
Balance
:=
0
;

            
N
:=
LR
;

        
end
;

    
end
;

end
;

```

У кожному випадку досить просто довести те, що операція приводить до потрібного результату і що повна висота зменшується не більше ніж на 1 і не може збільшитися.
Також можна помітити, що велике обертання це комбінація правого і лівого малого обертання.
Через умови балансування висота дерева О (log (N)), де N-кількість вершин, тому додавання елемента вимагає O (log (N)) операцій.

### Алгоритм додавання вершини
Показник збалансованості в подальшому будемо інтерпретувати як різниця між висотою лівого і правого піддерева, а алгоритм буде заснований на типі TAVLTree, описаному вище. Безпосередньо при вставці (листу) присвоюється нульовий баланс. Процес включення вершини складається з трьох частин:
1. Прохода по шляху пошуку, поки не переконаємося, що ключа в дереві немає.
2. Включення нової вершини у дерево і визначення результуючих показників балансування.
3. «Відступи» назад по шляху пошуку і перевірки в кожній вершині показника збалансованості. Якщо необхідно — балансування.

Будемо повертати як результат функції, зменшилася висота дерева чи ні.
Припустимо, що процес з лівої гілки повертається до батька (рекурсія йде назад), тоді можливі три випадки:
{ hl — висота лівого піддерева, hr — висота правого піддерева }
Включення вершини в ліве піддерево призведе до
1. hl < hr: вирівняється hl = hr. Нічого робити не потрібно.
2. hl = hr: тепер ліве піддерево буде більше на одиницю, але балансування поки не потрібно.
3. hl > hr: тепер hl — hr = 2, — вимагається балансування.

У третій ситуації потрібно визначити балансування лівого піддерева. Якщо ліве піддерево цієї вершини (Tree^.Left^.Left) вище правого (Tree^.Left^.Right), то потрібно велике праве обертання, інакше вистачить малого правого.
Аналогічні (симетричні) міркування можна привести і для включення в праве піддерево.
Допоміжна функція порівнює два ключі
```
function
 
KeyCompare
(
const
 
V1
,
V2
:
TKey
)
:
integer
;

begin

  
if
 
V2
>
V1
 
then
 
begin

    
Result
:=-
1
;

  
end
 
else

  
if
 
V2
=
V1
 
then
 
begin

    
Result
:=
0
;

  
end
 
else

    
Result
:=
1
;

end
;

```

Рекурсивна процедура вставки:
```
 
function
 
AVL_InsertNode
(
Var
 
Tree
 
:
 
TAVLTree
;
 
const
 
aKey
 
:
 
TKey
;
 
const
 
ainfo
 
:
 
TInfo
)
:
 
Boolean
;

 
Var

   
c
:
integer
;

 
begin

   
if
 
Tree
 
=
 
nil
 
then
 
begin

      
New
(
Tree
)
;

      
Result
 
:=
 
true
;

      
with
 
Tree
^
 
do

        
begin

          
key
 
:=
 
akey
;

          
info
 
:=
 
ainfo
;

          
left
 
:=
 
nil
;

          
right
 
:=
 
nil
;

          
balance
 
:=
 
0
;

        
end
;

   
end
 
else
 
begin

     
c
:=
 
KeyCompare
(
aKey
,
Tree
^.
key
)
;

     
if
 
c
=
0
 
then
 
begin

      
Tree
^.
info
:=
ainfo
;

      
Result
 
:=
 
false
;

     
end
 
else
 
begin

      
Result
:=
AVL_InsertNode
(
Tree
^.
childs
[
c
>
0
]
,
akey
,
ainfo
)
;

      
if
 
Result
 
then
 
begin

        
if
 
c
>
0
 
then
 
Tree
^.
balance
:=
 
Tree
^.
balance
-
1
 
else
 
Tree
^.
balance
:=
 
Tree
^.
balance
+
1
;

        
case
 
Tree
^.
balance
 
of

          
2
:
 
Result
:=
not
 
AVL_FixWithRotateRight
(
Tree
)
;

          
-
2
:
 
Result
:=
not
 
AVL_FixWithRotateLeft
(
Tree
)
;

          
0
:
 
Result
:=
false
;

        
end

      
end
;

     
end
;

   
end
;

 
end
;

```

### Алгоритм видалення вершини
Для простоти опишемо рекурсивний алгоритм видалення.
Якщо вершина — листок, то видалимо її і викличемо балансування всіх її предків в порядку від батька до кореня.
Інакше знайдемо найближчу за значенням вершину в піддереві найбільшої висоти (правому або лівому) і перемістимо її на місце видаляється вершини, при цьому викликавши процедуру її видалення.
Спрощений варіант видалення можна описати таким чином
```
// Функція дуже далека від оптимальної,

// Порівняння відбувається навіть після знаходження видаляється ключа

// Передаються відразу всі параметри, деякі з які можна не використовувати,

// Розбивши на 3 процедури з більш спрощеною функціональністю:

// 1.рух тільки вліво

// function AVL_DropNodeLeft(Var Tree : TAVLTree; DropedNode:TAVLTree): Boolean;

// 2.рух тільки вправо

// function AVL_DropNodeRight(Var Tree : TAVLTree; DropedNode:TAVLTree): Boolean;

// 3.пошук

// function AVL_DropNode(Var Tree : TAVLTree; const aKey : TKey): Boolean; 

function
 
AVL_DropNode
(
Var
 
Tree
 
:
 
TAVLTree
;
 
const
 
aKey
 
:
 
TKey
;
DropedNode
:
TAVLTree
=
nil
)
:
 
Boolean
;

var
 
c
:
integer
;

begin

  
if
 
Tree
 
=
 
nil
 
then
 
begin

    
Result
 
:=
 
false
;

    
exit
;

  
end
;

  
c
:=
 
KeyCompare
(
aKey
,
Tree
^.
key
)
;

  
if
 
c
=
0
 
then
 
begin

    
DropedNode
:=
Tree
;

    
c
:=-
DropedNode
.
balance
;
//підемо в більш високу або ліву гілку дерева якщо їх висоти рівні

  
end
;

  
if
 
(
Tree
^.
childs
[
c
>
0
]
=
nil
)
and
(
DropedNode
<>
nil
)
 
then
 
begin

    
DropedNode
^.
Key
:=
Tree
^.
Key
;

    
DropedNode
^.
info
:=
Tree
^.
info
;

    
DropedNode
:=
Tree
;

    
//поставимо замість поточного лист з протилежного напрямку

    
Tree
:=
Tree
^.
childs
[
c
<=
0
]
;

    
Dispose
(
DropedNode
)
;

    
Result
:=
true
;

    
exit
;

  
end
;

  
Result
:=
AVL_DropNode
(
Tree
^.
childs
[
c
>
0
]
,
aKey
,
DropedNode
)
;

  
if
 
Result
 
then
 
begin

    
if
 
c
>
0
 
then
 
Tree
^.
balance
:=
 
Tree
^.
balance
+
1
 
else
 
Tree
^.
balance
:=
 
Tree
^.
balance
-
1
;

    
case
 
Tree
^.
balance
 
of

      
-
2
:
 
Result
:=
AVL_FixWithRotateLeft
(
Tree
)
;

      
-
1
,
1
:
 
Result
:=
false
;

      
2
:
 
Result
:=
AVL_FixWithRotateRight
(
Tree
)
;

    
end
;

  
end
;

end
;

```

Доведемо, що даний алгоритм зберігає балансування. Для цього доведемо по індукції по висоті дерева, що після видалення деякої вершини з дерева і наступної балансування висота дерева зменшується не більше, ніж на 1. База індукції: Для листа очевидно вірно. Крок індукції: Або умова балансування в корені (після видалення корінь може зміниться) не порушилося, тоді висота даного дерева не змінилася, або зменшилася суворо менше з піддерев => висота до балансування не змінилася => після зменшиться не більше ніж на 1.
Очевидно, в результаті вказаних дій процедура видалення викликається не більше 3 разів, так як у вершини, що видаляється по 2-му викликом, немає одного з піддерев. Але пошук найближчого щоразу вимагає O (N) операцій, звідси видно очевидна оптимізація: пошук найближчої вершини проводиться по краю піддерева. Звідси кількість дій O (log (N)).

### Нерекурсивна вставка в АВЛ-дерево зверху-вниз
Нерекурсивний алгоритм складніший ніж рекурсивна реалізація.
1. Знаходиться місце вставки і вершина висота якої не зміниться при вставці (це вершина у якої висота лівого піддерева не дорівнює висоті правого, будемо називати її PrimeNode)
2. Виконується спуск від PrimeNode до місця вставки зі зміною балансів
3. Виконується ребалансування PrimeNode при наявності переповнення

```
type

  
PAVLTree
=^
TAVLTree
;
 
//додатковий тип для вказівки на місце де зберігається покажчик на листок

// функція повертає True якщо було додавання нового листка, False - відбулася заміна значення ключа

function
 
AVL_InsertNode2
(
var
 
Root
:
TAVLTree
;
const
 
aKey
:
TKey
;
const
 
Value
:
TInfo
)
:
boolean
;

var
 
PrimeNode
,
p
,
q
:
PAVLTree
;

  
c
:
integer
;

begin

  
q
:=@
Root
;

  
PrimeNode
:=
q
;

  
//1-ша частина алгоритму

  
if
 
q
^<>
nil
 
then
 
begin

    
repeat

      
c
:=
KeyCompare
(
aKey
,
q
^.
Key
)
;

      
if
 
c
=
0
 
then
 
begin

        
q
^.
info
:=
Value
;

        
Result
:=
false
;

        
exit
;

      
end
;

      
if
 
(
q
^.
Balance
<>
0
)
 
then
 
begin

        
PrimeNode
:=
q
;

      
end
;

      
q
:=@
q
^.
Childs
[
c
>
0
]
;

    
until
 
q
^=
nil
;

  
end
;

  
New
(
q
^
)
;

  
with
 
q
^^
 
do
 
begin

      
key
 
:=
 
akey
;

      
info
 
:=
 
Value
;

      
left
 
:=
 
nil
;

      
right
 
:=
 
nil
;

      
balance
 
:=
 
0
;

  
end
;

  
if
 
PrimeNode
<>
q
 
then
 
begin

    
//2-га частина алгоритму

    
p
:=
PrimeNode
;

    
repeat

      
c
:=
KeyCompare
(
aKey
,
p
^.
Key
)
;

      
if
 
c
>
0
 
then
 
begin

        
p
^.
Balance
:=
p
^.
Balance
-
1
;

        
p
:=@
p
^.
Right
;

      
end
 
else
 
begin

        
p
^.
Balance
:=
p
^.
Balance
+
1
;

        
p
:=@
p
^.
Left
;

      
end
;

    
until
 
p
=
q
;

    
//3-тя частина алгоритму

    
case
 
PrimeNode
^.
Balance
 
of

     
2
:
  
AVL_FixWithRotateRight
(
PrimeNode
^
)
;

     
-
2
:
 
AVL_FixWithRotateLeft
(
PrimeNode
^
)
;

    
end
;

  
end
;

  
Result
:=
true
;

end
;

```

### Нерекурсивне видалення з АВЛ-дерева зверху-вниз
Для реалізації видалення будемо виходити з того ж принципу що і при вставці, будемо шукати вершину, видалення з якої не призведе до зміни її висоти, існують усього два таких варіанти
1. Найпростіший, коли висота лівого піддерева дорівнює висоті правого піддерева (виключаючи випадок коли у листка немає піддерев)
2. Коли висота дерева у напрямку руху менше протилежної («брат» напряму) і баланс «брата» дорівнює 0 (розбір цього варіанту досить складний — так що поки без доведення)

```
function
 
AVL_DropNode2
(
var
 
Root
:
PAVLNode
;
const
 
Key
:
TKey
)
:
boolean
;

var
 
PrimeNode
,
p
,
q
,
b
:
PAVLTree
;

  
c
:
integer
;

  
last
:
boolean
;

  
DropedNode
:
PAVLNode
;

begin

  
p
:=
nil
;

  
q
:=@
Root
;

  
PrimeNode
:=
q
;

  
last
:=
false
;

  
DropedNode
:=
nil
;

  
while
 
q
^<>
nil
 
do
 
begin

    
if
 
(
p
<>
nil
)
 
then
 
begin

      
if
 
(
q
^^.
Balance
=
0
)
and
(
q
^^.
Left
<>
nil
)
 
then
 
begin

          
PrimeNode
:=
q
;

      
end
 
else

      
if
 
(
last
 
and
(
p
^^.
Balance
=
1
))
or
((
not
 
last
)
 
and
(
p
^^.
Balance
=-
1
))
 
then
 
begin

        
b
:=@
p
^^.
Childs
[
not
 
last
]
;

        
if
 
b
^.
Balance
=
0
 
then
 
begin

          
PrimeNode
:=
p
;

        
end
;

      
end
;

    
end
;

    
c
:=
KeyCompare
(
Key
,
q
^^.
Key
)
;

    
last
:=
c
>
0
;

    
p
:=
q
;

    
q
:=@
q
^^.
Childs
[
last
]
;

    
if
 
c
=
0
 
then
 
begin

      
DropedNode
:=
p
^;

    
end
;

  
end
;

  
if
 
DropedNode
=
nil
 
then
 
begin

    
Result
:=
false
;

    
exit
;

  
end
;

  
Result
:=
true
;

  
while
 
PrimeNode
<>
p
 
do
 
begin

    
c
:=
KeyCompare
(
Key
,
PrimeNode
^.
Key
)
;

    
if
 
c
>
0
 
then
 
begin

      
PrimeNode
^.
Balance
:=
PrimeNode
^.
Balance
+
1
;

      
if
 
PrimeNode
^.
Balance
=
2
 
then
 
begin

        
AVL_FixWithRotateRight
(
PrimeNode
^
)
;

        
PrimeNode
:=@
PrimeNode
^.
Right
;
 
// пропускаємо з обробки, там наша поточну вершина тепер

      
end
;

      
PrimeNode
:=@
PrimeNode
^.
Right
;

    
end
 
else
 
begin

      
PrimeNode
^.
Balance
:=
PrimeNode
^.
Balance
-
1
;

      
if
 
PrimeNode
^.
Balance
=-
2
 
then
 
begin

        
AVL_FixWithRotateLeft
(
PrimeNode
^
)
;

        
PrimeNode
:=@
PrimeNode
^.
Left
;
 
// пропускаємо з обробки, там наша поточну вершина тепер

      
end
;

      
PrimeNode
:=@
PrimeNode
^.
Left
;

    
end
;

  
end
;

  
DropedNode
^.
Key
:=
p
^^.
Key
;

  
DropedNode
^.
info
:=
p
^^.
info
;

  
DropedNode
:=
p
^;

  
//поставимо замість поточного лист з протилежного напрямку

  
p
^:=
p
^^.
childs
[(
p
^^.
Left
=
nil
)]
;

  
Dispose
(
DropedNode
)
;

end
;

```

Сам алгоритм без всіх оптимізацій для спрощення його розуміння. На відміну від рекурсивного алгоритму при знаходженні удаляемой вершини вона буде замінена значенням з лівої подветві, даний алгоритм можна оптимізувати так само як і для рекурсивної версії за рахунок того що після знаходження удаляемой вершини напрямок руху нам відомо
1. Шукаємо видаляється елемент і попутно знаходимо нашу чудову вершину
2. Виконуємо зміна балансів, в разі необхідності робимо ребалансировки
3. Видаляємо наш елемент (в дійсності не видаляємо, а заміняємо його ключ і значення, врахування перестановок вершин буде трохи складніше)

### Розстановка балансів при видаленні
Як вже говорилося, якщо видаляється вершина — листок, то вона видаляється, і зворотний обхід дерева походить від батька віддаленого листка. Якщо не лист — їй знаходиться «заміна», і зворотний обхід дерева походить від батька «заміни». Безпосередньо після видалення елемента — «заміна» отримує баланс видаленого вузла.
При зворотному обході: якщо при переході до батька прийшли зліва — баланс збільшується на 1, якщо ж прийшли праворуч — зменшується на 1.
Це робиться до тих пір, поки при зміні балансу він не стане рівним −1 або 1 (зверніть увагу на відмінність з вставкою елемента!): В даному випадку така зміна балансу буде гласить про незмінною дельта-висоті піддерев. Повороти відбуваються за тими ж правилами, що і при вставці.

### Розстановка балансів при одинарному повороті
Позначимо:
«Current» — вузол, баланс якого дорівнює −2 або 2: тобто той, який потрібно повернути (на схемі — елемент a)
«Pivot» — вісь обертання. +2: Лівий син Current'а, −2: правий син Current'а (на схемі — елемент b)
Якщо поворот здійснюється при вставці елементу, то баланс Pivot'а дорівнює або 1, або −1. У такому випадку після повороту баланси обох встановлюються рівними 0.
При видаленні все інакше: баланс Pivot'а може стати рівним 0 (в цьому легко переконатися).
Наведемо зведену таблицю залежності фінальних балансів від напрямку повороту і вихідного балансу вузла Pivot:
| Напрям повороту  | Old Pivot.Balance | New Current.Balance | New Pivot.Balance |
| ---------------- | ----------------- | ------------------- | ----------------- |
| Лівий або Правий | −1 или +1         | 0                   | 0                 |
| Правий           | 0                 | −1                  | +1                |
| Лівий            | 0                 | +1                  | −1                |

### Розстановка балансів при подвійному повороті
Pivot і Current — ті ж самі, але додається третій учасник повороту. Позначимо його за «Bottom»: це (при подвійному правому повороті) лівий син Pivot'а, а при подвійному лівому — правий син Pivot'а.
При даному повороті — Bottom в результаті завжди набуває баланс 0, але від його вихідного балансу залежить розстановка балансів для Pivot і Current.
Наведемо зведену таблицю залежності фінальних балансів від напрямку повороту і вихідного балансу вузла Bottom:
| Напрям           | Old Bottom.Balance | New Current.Balance | New Pivot.Balance |
| ---------------- | ------------------ | ------------------- | ----------------- |
| Лівий або Правий | 0                  | 0                   | 0                 |
| Правий           | +1                 | 0                   | −1                |
| Правий           | −1                 | +1                  | 0                 |
| Лівий            | +1                 | −1                  | 0                 |
| Лівий            | −1                 | 0                   | +1                |

## Оцінка ефективності
Г. М. Адельсон-Вельський і Е. М. Ландіс довели теорему, згідно з якою висота АВЛ-дерева з N внутрішніми вершинами укладена між log2 (N +1) і 1.4404 * log2 (N +2) −0.328, тобто висота АВЛ -дерева ніколи не перевищить висоту ідеально збалансованого дерева більш, ніж на 45%. Для великих N має місце оцінка 1.04 * log2 (N). Таким чином, виконання основних операцій 1 — 3 вимагає порядку log 2 (N) порівнянь. Експериментально з'ясовано, що одна балансування припадає на кожні два включення і на кожні п'ять видалень.